# Трофімцева Ольга Василівна
Ольга Василівна Трофімцева (нар. 6 липня 1976, Нечаївка Буринського району Сумської області) — українська політична діячка та підприємиця, в.о. Міністра аграрної політики та продовольства України (2019), доктор аграрних наук (2012).

## Походження та навчання
Ольга Трофімцева народилась 1976 року в селі Нечаївка на Сумщині.
Після закінчення дев'яти класів школи у рідному селі в 1991 році вступила на навчання до Путивльського сільськогосподарського технікуму (нині Путивльський коледж Сумського НАУ). У 1994 році переїхала до столиці, де вступила до Національного аграрного університету України (нині — НУБіП України). Цей виш закінчила у 1999 році за спеціальністю «Менеджмент зовнішньоекономічної діяльності».
6 липня 2012 року Ользі Трофімцевій було присуджено науковий ступінь Ph.D. у галузі аграрної політики — Dr. rer. agr. (доктор аграрних наук) Університету імені Гумбольдта.

## Трудова діяльність

### Викладацька діяльність
Відразу ж після закінчення вишу Ольга Трофімцева почала працювати викладачкою з менеджменту зовнішньоекономічної діяльності та аграрної політики у рідному виші — Національному аграрному університеті України у Києві. Одночасно працювала координаторкою магістерських програм та заступником Директора Інституту магістерських програм Національного аграрного університету України. У 2001 році була призначена помічницею проректора з міжнародних відносин Національного аграрного університету України, залишаючись викладачкою.
З 2019 року виступає у ролі членкині наглядової ради українського освітнього проєкту «Агрокебети».

### Бізнес у Німеччині
Втім у 2002 році Тоофімцева виїхала до Німеччини на навчання. З 2002 по 2005 була докторанткою кафедри аграрної політики Університету імені Гумбольдта у Берліні. Після навчання продовжувала два роки працювати в цьому ж університеті науковою співробітницею кафедри аграрної політики.
А у 2006 році Ольга Трофімцева обійняла посаду асистентки проєктів компанії AbiTEP GmbH у Берліні. Потім, з 2007 року, виконувала такі ж функції у компанії Wegweiser GmbH у німецькій столиці. Потім з 2008 по 2011 роки працювала приватною підприємицею.
У 2011 році була призначена ключовою експерткою з питань національної стандартизації та гармонізації Німецької асоціації молочної промисловості. У 2013—2014 роках працювала керівницею офісу компанії Agrotechnika GmbH у Берліні. У 2014 році знову повернулась до Німецької асоціації молочної промисловості на свою попередню посаду.
З січня по серпень 2016 року очолювала проєкт Федерального Міністерства продовольства та сільського господарства Федеративної Республіки Німеччина «Консультування України в питаннях аграрної торгівлі — в рамках Повної та Всеохоплюючої Угоди про вільну торгівлю (ПВУВТ) між ЄС та Україною».

### Міністерський досвід
8 вересня 2016 року Ольга Трофімцева призначена на посаду заступника міністра аграрної політики та продовольства України з питань європейської інтеграції.
Розпорядженням Кабінету Міністрів України 6 лютого 2019 року на Ольгу Трофімцеву тимчасово покладено виконання обов'язків Міністра аграрної політики та продовольства України.

## Родина
Ольга Трофімцева неодружена. Вона самостійно виховує доньку, яка має німецьке громадянство.

## Відзнаки
- Журнал «Фокус» двічі (у 2016 та 2017 роках) вносив Ольгу Трофімцеву до ТОП-100 найвпливовіших жінок України, відповідно на 43-му[12] та 42-му місцях[13].